# Anastrepha zernyi
Anastrepha zernyi är en tvåvingeart som beskrevs av Lima 1934. Anastrepha zernyi ingår i släktet Anastrepha och familjen borrflugor. Inga underarter finns listade i Catalogue of Life.